# Dennis Tito
Dennis Tito est un homme d'affaires californien d'origine italienne et un millionnaire américain, né le 8 août 1940 à New York, connu pour avoir été le premier « touriste de l'espace » en 2001.

## Biographie
C'est à l'âge de 17 ans que sa passion pour le cosmos est née, avec l'envoi du satellite Spoutnik dans l'espace, en 1957. Il a ensuite travaillé pour la NASA au calcul des trajectoires. Il s'est finalement tourné vers les affaires : il a fondé son entreprise de conseil en technologies en 1972, et est aujourd'hui à la tête d'une fortune s'élevant à 200 millions de dollars. 
Dennis Tito détient un record de vitesse en planeur.

## Vol spatial réalisé

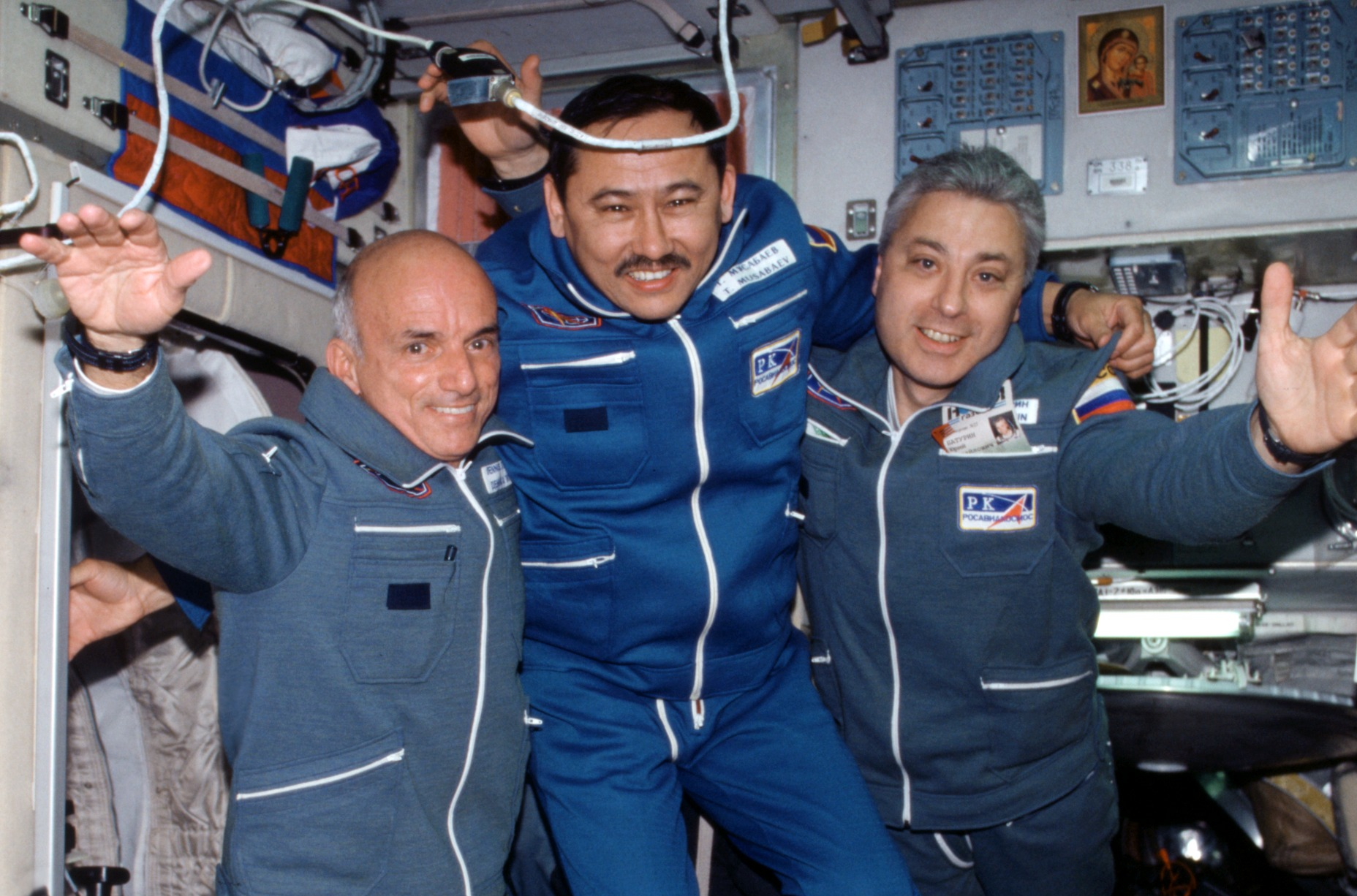
Les membres d'équipage de la mission Soyuz TM-32. Le commandant de Soyuz Talgat Musabayev (au centre), l'ingénieur de vol Yury Baturin (à droite) et Dennis Tito (à gauche)

Le 28 avril 2001, il devient le premier « touriste de l'espace » à bord de la mission Soyouz TM-32. Pour un montant de 20 millions de dollars octroyé à l'agence spatiale fédérale russe, l'Américain a réalisé son rêve, après un rude entraînement à la Cité des étoiles de Moscou. Le vol a duré 7 jours, 22 heures et 4 minutes et comporta un amarrage à la station spatiale internationale. Il revient sur Terre le 6 mai 2001 à bord de Soyouz TM-31.

## Projet
Dennis Tito a annoncé en 2013 le projet Inspiration Mars.